# Мутаротация
Мутаротация (от лат. muto — изменяю и rotatio — вращение) — изменение величины оптического вращения растворов оптически активных соединений вследствие взаимного перехода аномеров вещества друг в друга. В химии углеводов под мутаротацией обычно подразумевается эпимеризация полуацетального атома углерода. Характерна для моносахаридов, восстанавливающих олигосахаридов, лактонов и др. Мутаротация может катализироваться кислотами и основаниями.
Явление открыл в 1846 году Огюстен-Пьер Дюбрёнфо. Термин «мутаротация» предложил Томас Мартин Лоури.

## Мутаротация глюкозы
В случае глюкозы мутаротация объясняется установлением равновесия: в равновесном состоянии присутствует 36 % aльфа-формы и 64 % бета-формы. Промежуточная альдегидная форма содержится в ничтожно малой концентрации. Преимущественное образование β-формы объясняется тем, что она более термодинамически стабильна.